# 貝瑞塔M12衝鋒槍
貝瑞塔M12（Beretta Model 12，又名PM12）是由義大利貝瑞塔在1958年制造的9×19毫米冲锋枪，1961年開始成為義大利陸軍的制式衝鋒槍，亦是部份非洲及南美國家的制式武器，巴西及印尼獲授權特許生產。

## 設計

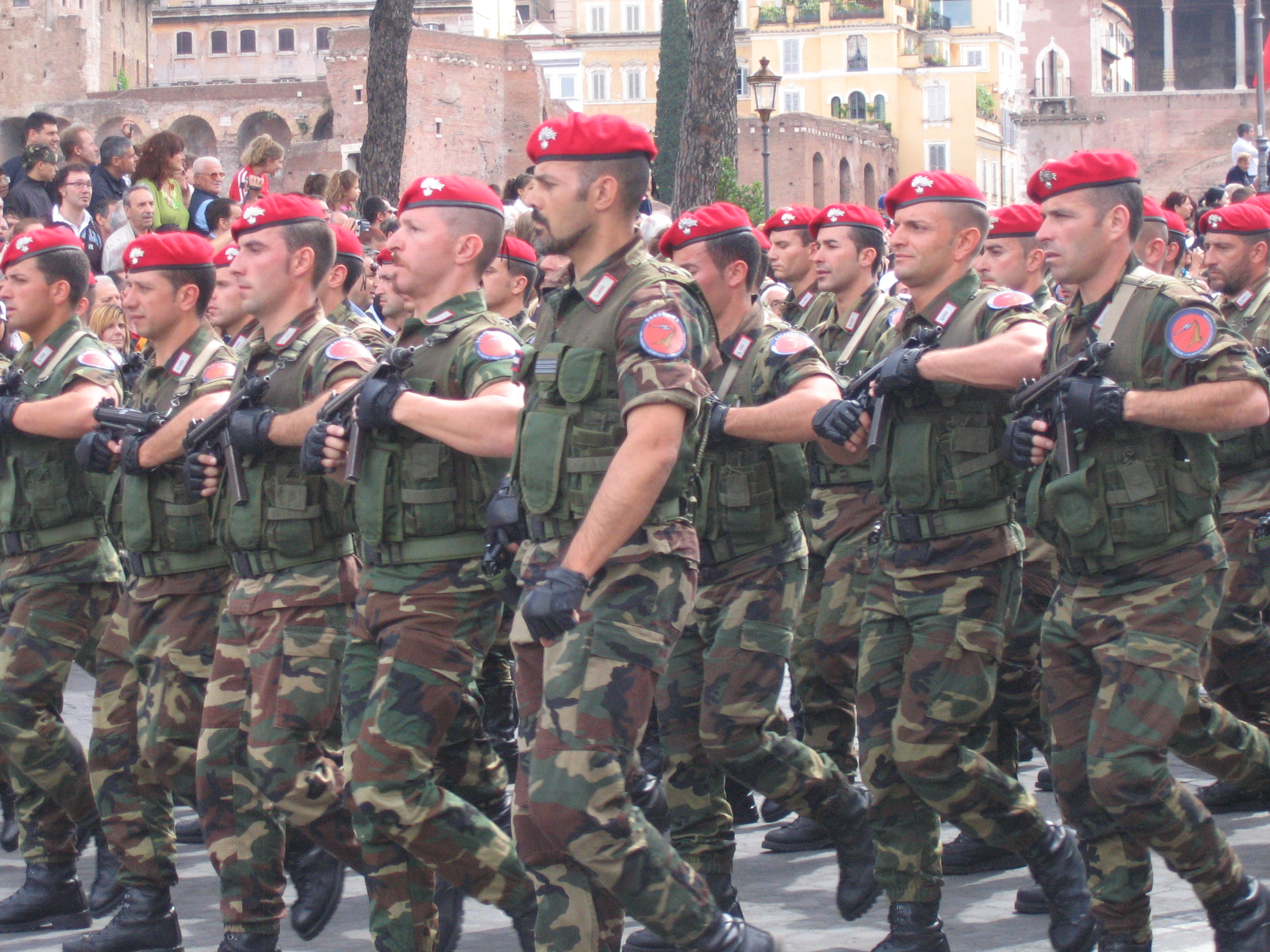
手持M12接受校閱的義大利卡賓槍騎兵(憲兵)

貝瑞塔M12採用氣體反衝式設計，空槍重量為3.48公斤（裝彈後約3.82公斤），展開槍托後長度為660毫米，折起槍托後只有418毫米，M12採用環包槍膛式（Wrap-round）設計，槍管內外經鍍鉻處理，長200毫米，其中150毫米是由槍機包覆，這种設計有助缩短整體長度。M12可全自動和單發射擊，開放式槍栓射速為550發每分鐘，初速為380米每秒，有效射程為200米，後照門可設定瞄凖距離為100米或200米。M12有20、32、40發三种容量的彈匣。
M12擁有三個安全系統：手動扳機阻止裝置；能自動令槍機停止在閉鎖安全位置的按鈕式槍機釋放裝置；及必須在主握把下以中指完全地按實的手動安全裝置（握把式保險）。

## 貝瑞塔M12S
M12的改進型貝瑞塔M12S（Beretta Model 12S、又名PM12S）在1978年推出，M12S與M12的口徑相同，但改用32發彈匣。M12S改為旋鈕式槍機釋放頂銷的安全裝置，而了為增強耐磨耐蝕性，在槍身塗上環氧樹脂。由於M12S槍管沒有螺紋，因此必須更換槍管才可安裝消聲器。

## 使用國
- 阿尔及利亚
- 巴林
- 比利时
- 巴西
- 布吉納法索
- 智利
- 哥伦比亚
- 埃及
- 法國
- 加彭
- 印度尼西亞
- 伊朗
- 伊拉克
- 義大利
- 利比亞
- 馬爾他
- 墨西哥
- 奈及利亞
- 秘魯
- 葡萄牙
- 沙烏地阿拉伯
- 塞爾維亞
- 南蘇丹
- 苏丹
- 突尼西亞
- 美国
- 梵蒂冈
- 委內瑞拉

## 流行文化

### 電子遊戲
- 2015年—：型號為M12S，命名為「M12」，由特別警察行動營幹員所使用。
- 2015年—：型號為M12S，命名為「M12S」，為資料片「大逃亡」新增的資料片獨有武器，歸類為衝鋒槍，載彈量32發。能夠由執法機關機械師（Mechanic）所使用（罪犯解鎖條件為：以任何陣營進行遊戲使用該槍擊殺1250名敵人後購買武器執照），價格為$60,000。可加裝各種瞄準鏡（反射、眼鏡蛇、全息瞄準鏡（放大1倍）、PKA-S（放大1倍）、Micro T1、SRS 02、Comp M4S、M145（放大3.4倍）、PO（放大3.5倍） 、ACOG（放大4倍）、PSO-1（放大4倍）、IRNV（放大1倍）、FLIR（放大2倍））、附加配件（槍托、電筒、戰術燈、激光瞄準器）及槍口零件（制退器、補償器、重槍管、抑制器、消焰器）。

## 資料參考
1. ↑  Military Small Arms of the 20th Century Hogg，Ian，Weeks，John，139頁

## 外部連結
- （英文）—gunsworld.com-Beretta M12 （页面存档备份，存于）
- （英文）—world.guns.ru-Beretta M12
- （日語）—YouTube上的Video of operation
- （中文）—槍炮世界—貝瑞塔M12 （页面存档备份，存于）